# Княжигора
Княжигора — деревня в Кичменгско-Городецком районе Вологодской области.
Входит в состав Городецкого сельского поселения, с точки зрения административно-территориального деления — в Кичменгский сельсовет.
Расстояние до районного центра Кичменгского Городка по автодороге составляет 2 км. Ближайшие населённые пункты — Замостовица, Городище, Подол, Бараново.

## Население
| 2010 |
| ---- |
| 238  |

Население по данным переписи 2002 года — 205 человек (94 мужчины, 111 женщин). Преобладающая национальность — русские (95 %).